# 冠军淘金者
《冠军淘金者》是《淘金者》的续作。按照名称的意思是为《淘金者》的锦标赛版本。游戏由Brøderbund制作，1984年在Apple II电脑发行，1985年由Hudson Soft在日本红白机发行。
玩家需要收集所有的金堆并将它们拿到顶部。如果碰到敌人，主角会失去一个生命点，并失去所有金堆。